# 舒晟
舒晟（1474年—？），字孔暘，江西饒州府安仁縣人，軍籍，明朝政治人物。

## 生平
弘治五年（1492年）壬子科江西鄉試第七十九名。弘治十五年（1502年），登壬戌科三甲第七十六名進士。授浙江乌程县知县，正德二年（1507年）六月选授浙江道試監察御史，九年巡按广西。正德八年（1513年）至九年，任顺德府知府。明武宗正德年間，累官直隸保定府（今河北省保定市）知府。正德十年三月升山西按察司副使，十三年五月调任山东巡察海道，十五年十一月升辽东苑马寺卿，嘉靖二年（1523年）二月升福建按察使。

## 家族
曾祖父舒文錫；祖父舒勝；父舒朝傑，母吳氏。重庆下。兄舒旺。弟舒杲、舒冕。